# Stephanie Klee
Stephanie Klee (* 27. Juli 1963) ist eine deutsche Sexarbeiterin und Prostitutions-Aktivistin.

## Biografie
Die diplomierte Sozialarbeiterin und Verwaltungswirtin entschloss sich, als Prostituierte zu arbeiten. Ihr Schwerpunkt ist heute Sexualassistenz für ältere und behinderte Menschen. Sie setzt sich für die Rechte von Prostituierten ein und war seitdem an verschiedensten Aktionen zum Thema Prostitution beteiligt, wie z. B. an Aktionen zum Internationalen Hurentag, Demonstrationen, mit Lesungen und Redebeiträgen, Interviews in Zeitungen und Zeitschriften sowie Radio und Fernsehen und vieles mehr.
2001 klagte sie erfolgreich ihren Lohn ein und erreichte, dass ein Vertrag zwischen Prostituierten und ihrer Kundschaft nicht mehr als sittenwidrig gilt. Ihr Fall war einer von vielen, die im Prostitutionsgesetz (ProstG) berücksichtigt wurden: seit 2002 haben Sexarbeiter gegenüber ihrer Kundschaft einen einklagbaren Anspruch auf ihren Lohn.
2002 war sie an der Gründung des Bundesverbandes Sexuelle Dienstleistungen e.V., dem ersten Interessenverband von Bordellbetreibern und Sexarbeitern in Deutschland, beteiligt und vertritt den Verband als Vorstandsmitglied und Sprecherin.
Unter dem Dach der Deutschen AIDS-Hilfe entwickelte sie „profiS“, das seit 2009 Fortbildungs- und Aufklärungs-Workshops für Sexarbeiter in Bordellen anbietet. Fortlaufend bildet sie hier ehrenamtlich neue Trainer aus und hilft Prostituierten sich zu professionalisieren.
Neben diesen Tätigkeiten engagierte Frau Klee sich in den letzten Jahren ehrenamtlich bei der Kampagne „Sexarbeit ist Arbeit. Respekt!“, welche am 2. Juni 2017 zum Internationalen Hurentag mit einer Pressekonferenz in Berlin startete. Anlass war das im Juli 2017 in Kraft tretende Prostituiertenschutzgesetz.
Ein weiteres erwähnenswertes Projekt waren das Schwarmkunstprojekt Strich-Code, welches 2012 in Hannover stattfand sowie das Folgeprojekt „Strich / Code / Move“, welches im Juli 2019 in Berlin sowie im Ende September in Hannover stattfand. In diesem engagiert sie sich ebenfalls ehrenamtlich und finanziell von der Planung bis zur Durchführung sowie durch das Schreiben zahlreicher Blogbeiträge zur Aktion sowie dem Thema Prostitution.
Träger der Kampagne „Sexarbeit ist Arbeit. Respekt!“ sowie des Schwarmkunstprojektes im Jahr 2019 ist „move e.V. - Verein zur Bildung und Kommunikation in der Sexarbeit“ mit Sitz in Berlin, welcher am 2. Juni 2012 in Berlin von Stephanie Klee mit gegründet wurde. Frau Klee ist inzwischen alleinvertretungsberechtigte Vorstandsvorsitzende des Vereines. Der Verein ist Mitglied der Deutschen AIDS-Hilfe e. V.
Klee lebt und arbeitet in Berlin.